# Inschriften von Boybeypınarı

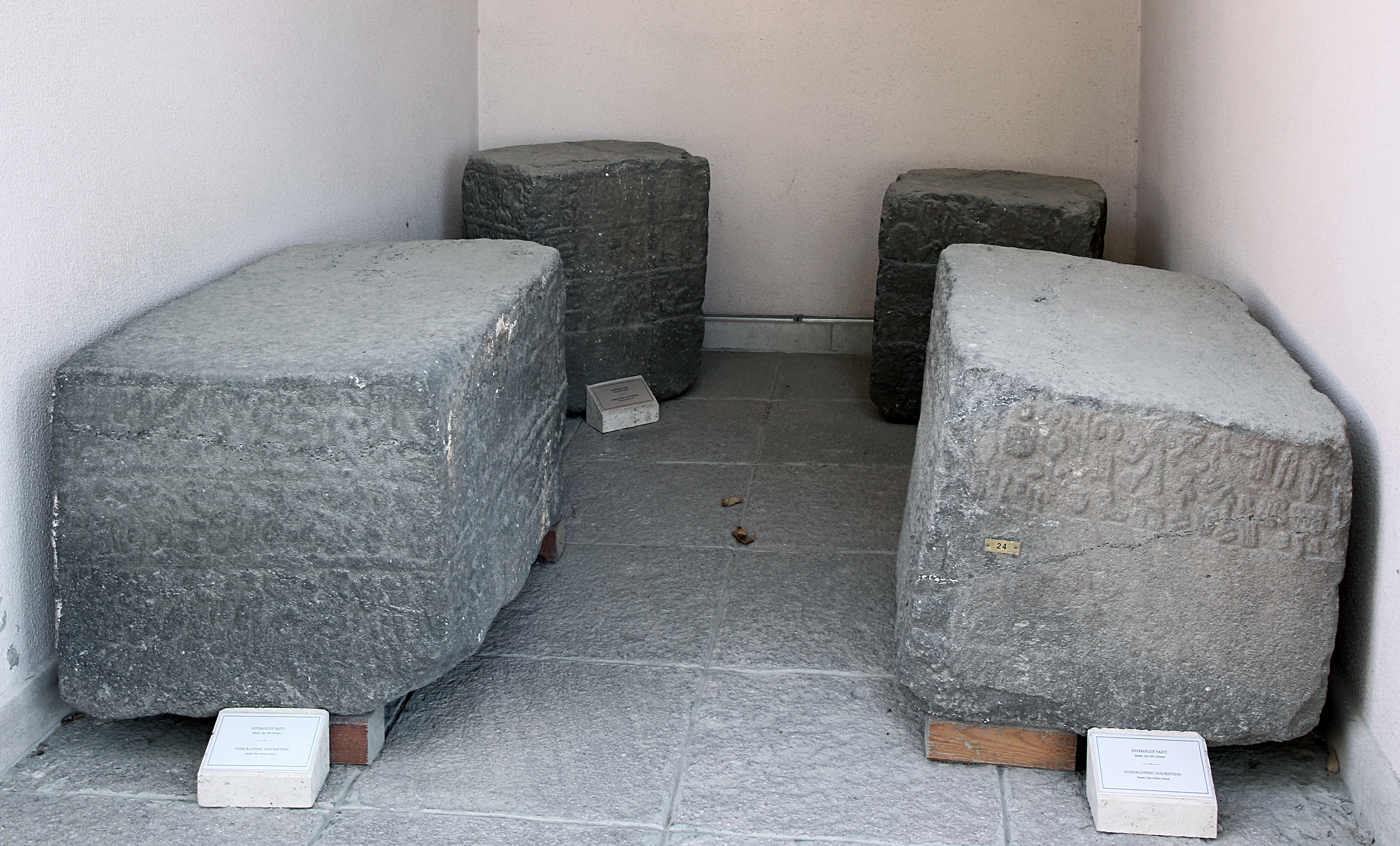
Boybeypınarı, Blöcke IV, III, II und I (v. l.)

Die Inschriften von Boybeypınarı sind auf vier Steinblöcken eingemeißelt. Je zwei der Blöcke bildeten die Basis für eine monumentale Struktur. Die beiden Gruppen, als BOYBEYPINARI 1 und BOYBEYPINARI 2 bezeichnet, sind mit einem ringsum laufenden Text beschrieben, der in  luwischen Hieroglyphen verfasst ist. Sie sind in der Zeit der späthethitischen Königreiche entstanden, die dem hethitischen Großreich folgten, und werden ins 8. Jahrhundert v. Chr. datiert. Die Blöcke sind heute im Museum für anatolische Zivilisationen in Ankara ausgestellt und tragen die Inventarnummern 21 bis 24.

## Forschungsgeschichte
Im Sommer 1931 besuchten der türkische Archäologe Hâmit Zübeyir Koşay und der deutsche Vorderasiatische Archäologe Hans Henning von der Osten den Ort Boybeypınarı im Bezirk Besni der türkischen Provinz Adıyaman. Einwohner hatten bei Ausschachtarbeiten für einen neuen Weinberg in einer Mauer vier Steinblöcke mit hethitischen Schriftzeichen gefunden. Die Inschriftenblöcke wurden nach Ankara gebracht und im Augusteum aufgestellt, von wo sie später ins Museum für anatolische Zivilisationen verbracht wurden. Nach einem kurzen Bericht durch von der Osten folgte eine eingehende Besprechung von Bedřich Hrozný. Der polnisch-US-amerikanische Altorientalist Ignace Gelb, der die Blöcke 1932 und 1935 in Ankara gesehen hatte, nahm sie in sein 1939 veröffentlichtes Werk Hittite Hieroglyphic Monuments auf. Schließlich wurden sie 2000 von dem britischen Hethitologen John David Hawkins in seinem Corpus of Hieroglyphic Luwian Inscriptions beschrieben.

## Beschreibung

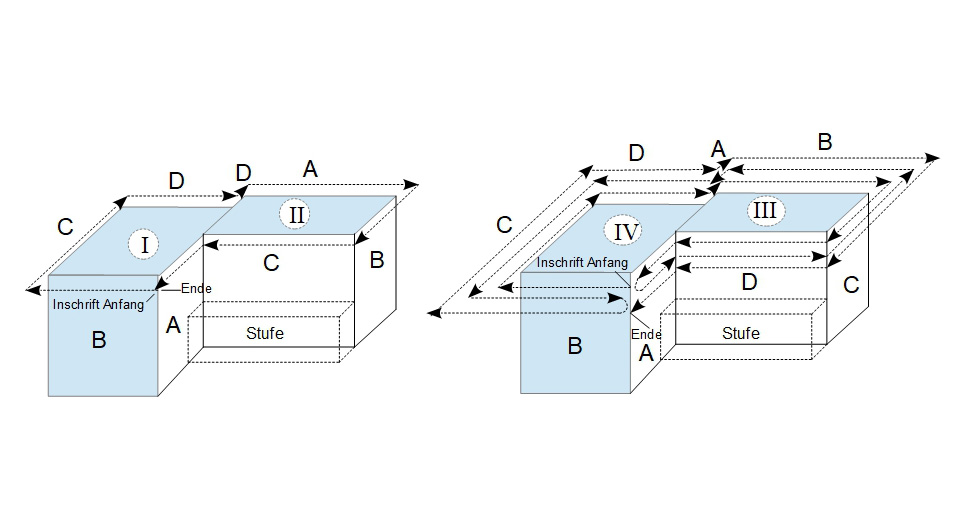
Schematischer Plan der Zusammenstellung

Da die Inschriftenblöcke in einer Mauer zusammen mit einem klassischen Architrav gefunden wurden, konnte dies nicht der ursprüngliche Standort sein. Von der Osten nahm an, dass sie zu einer hohen Stele gehörten, was allerdings von Gelb wegen der unterschiedlichen Maße abgelehnt wurde. Dieser stellte, unter anderem anhand der unbeschrifteten Stellen, fest, dass sie in zwei Gruppen zusammengesetzt waren.
Die Blöcke haben folgende Maße:
- Block I: Höhe 0,56, Breite (Seiten B,D) 0,58, (Seiten C,A) 0,84–0,86 Meter
- Block II: Höhe 0,61, Breite (Seiten D,B) 0,43–0,46 (Seiten A,C) 0,51–0,56 Meter
- Block III: Höhe 0,56, Breite (Seiten B,D) 0,63 (Seiten C,A) 0,94 Meter
- Block IV: Höhe 0,66, Breite (Seiten A,C) 0,43 (Seiten D,B) 0,56–0,58 Meter

Jeweils ein größerer und ein kleinerer der Basaltblöcke bildeten ein Paar (I und II, IV und III), das zusammen als Basis diente, vermutlich für einen Thron, einen Tisch und eine Statue, von denen in den Inschriften die Rede ist. Diese umliefen die Blöcke, wobei an den Leerstellen und dem Inhalt erkennbar ist, wie sie zusammenpassten. In die Blöcke I und II Ist der Text BOYBEYPINARI 1 eingraviert, auf IV und III ist BOYBEYPINARI 2 zu lesen. BOYBEYPINARI 1 ist einzeilig und zieht sich linksläufig um die Blöcke. Der Anfang befindet sich auf Seite I B rechts, das Ende auf Seite I A links. BOYBEYPINARI 2 besteht aus drei Zeilen. Er startet rechts oben auf Seite IV B und verläuft boustrophedon über alle vier Seiten. Die dritte Zeile ist auf Seite III D unterbrochen und setzt sich auf IV A fort, wo sie in der untersten Zeile links endet. In BOYBEYPINARI 1 weiht Panuwatis, die Gattin des Königs Suppiluliuma von Kummuḫ (805–773 v. Chr.), der Göttin Kubaba einen Thron und einen Tisch, die von Azamis, einem Diener Suppiluliumas, gebracht wurden. In der üblichen Fluchformel wird festgelegt, dass Kubaba gegen denjenigen, der die Namen der Panuwatis oder des Azamis tilgt, vorgehen soll. Schließlich wird noch – ungewöhnlicherweise – der Schreiber der Inschrift Pedantimuwas genannt. In BOYBEYPINARI 2 weiht Panuwatis der Kubaba eine Statue. Azamis, den sie hier als ihren Vater bezeichnet, weiht der Göttin wiederum Thron und Tisch. Außerdem wird ihr Sohn Hattusilis erwähnt. Nach einigen unklaren Textstellen folgt erneut die Fluchformel.
Nach der bekannten Regierungszeit des Suppiluliuma können die Inschriften ins frühe 8. Jahrhundert v. Chr. datiert werden.

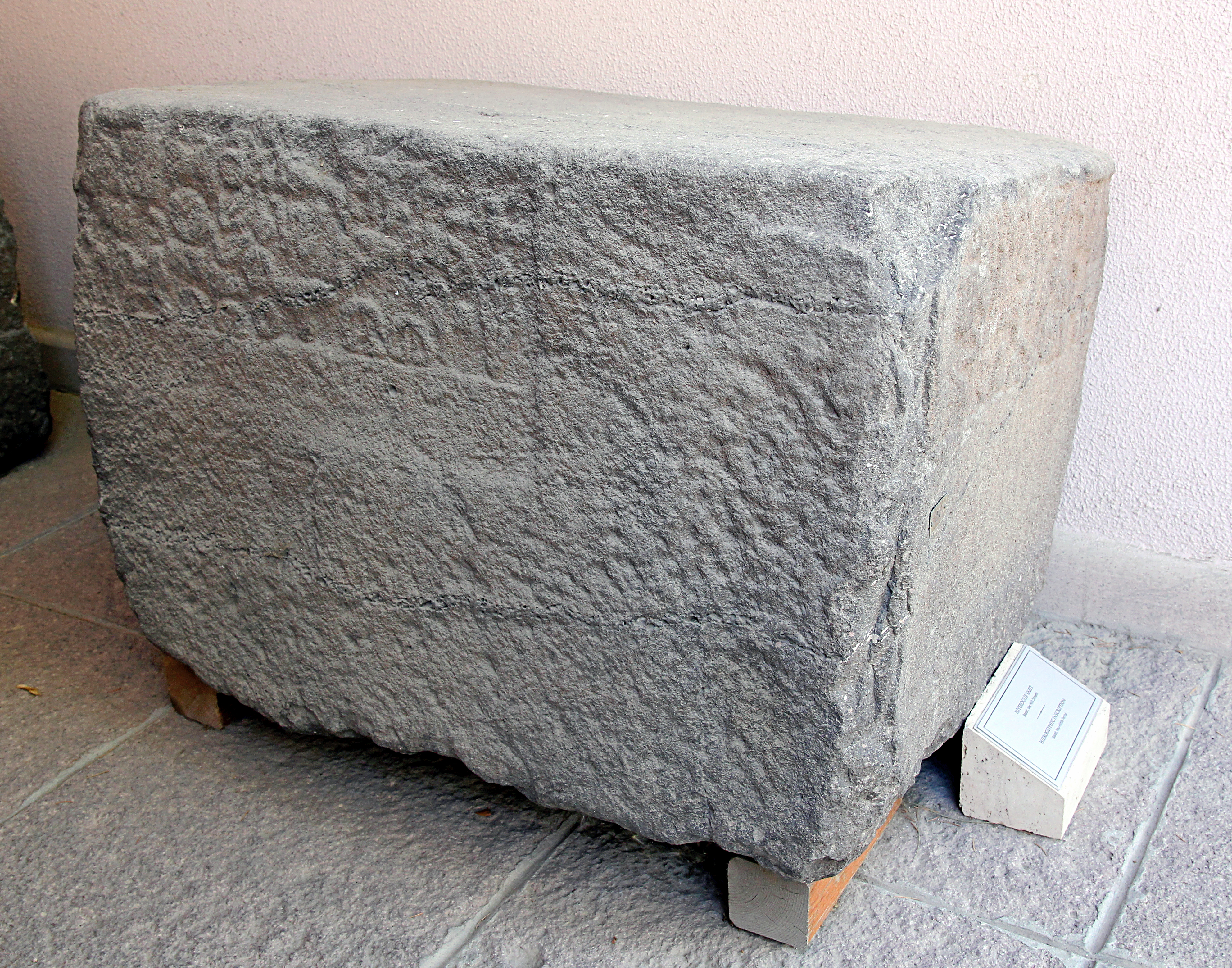
Block I Seite A
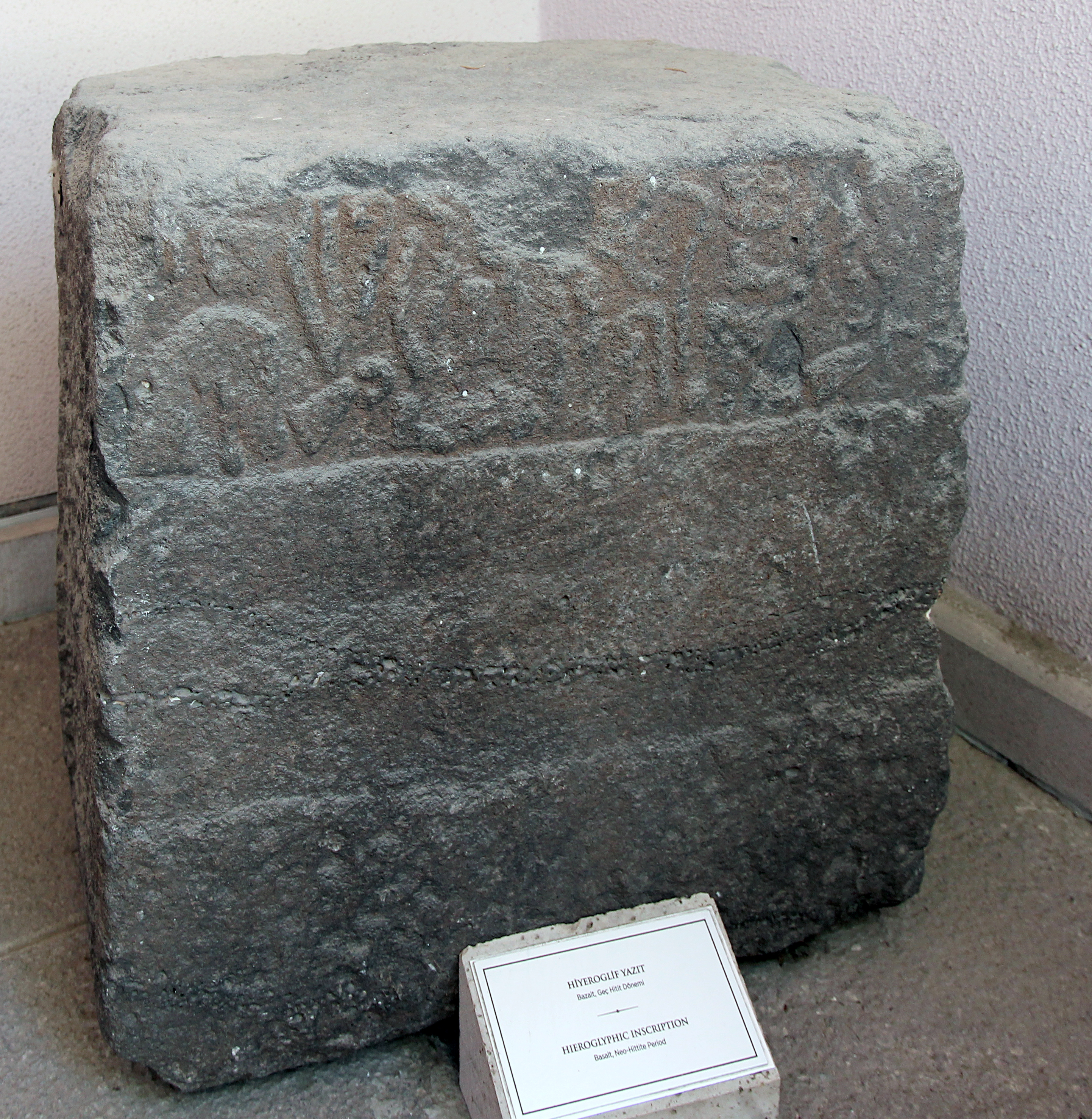
Block II Seite C
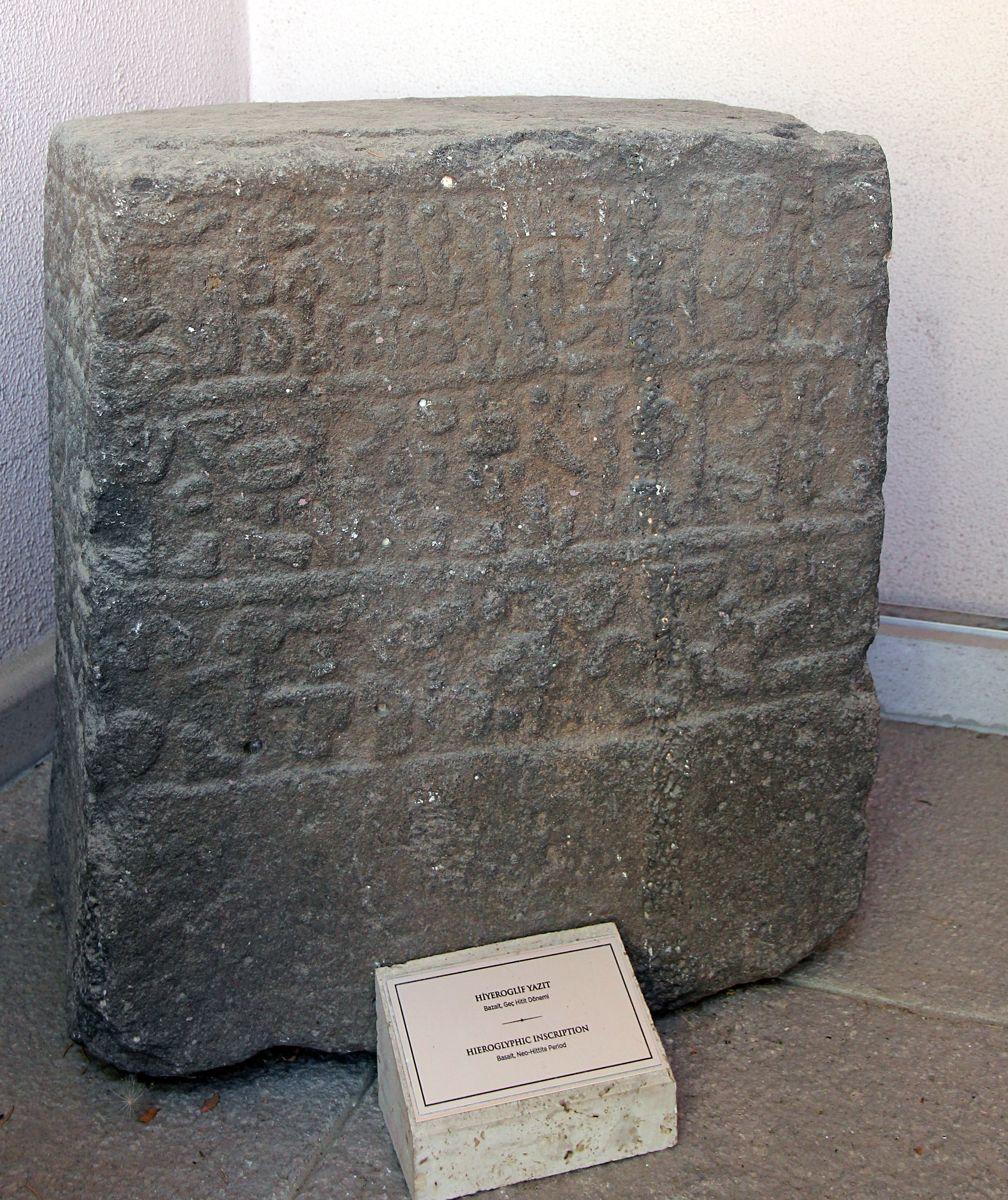
Block III Seite B
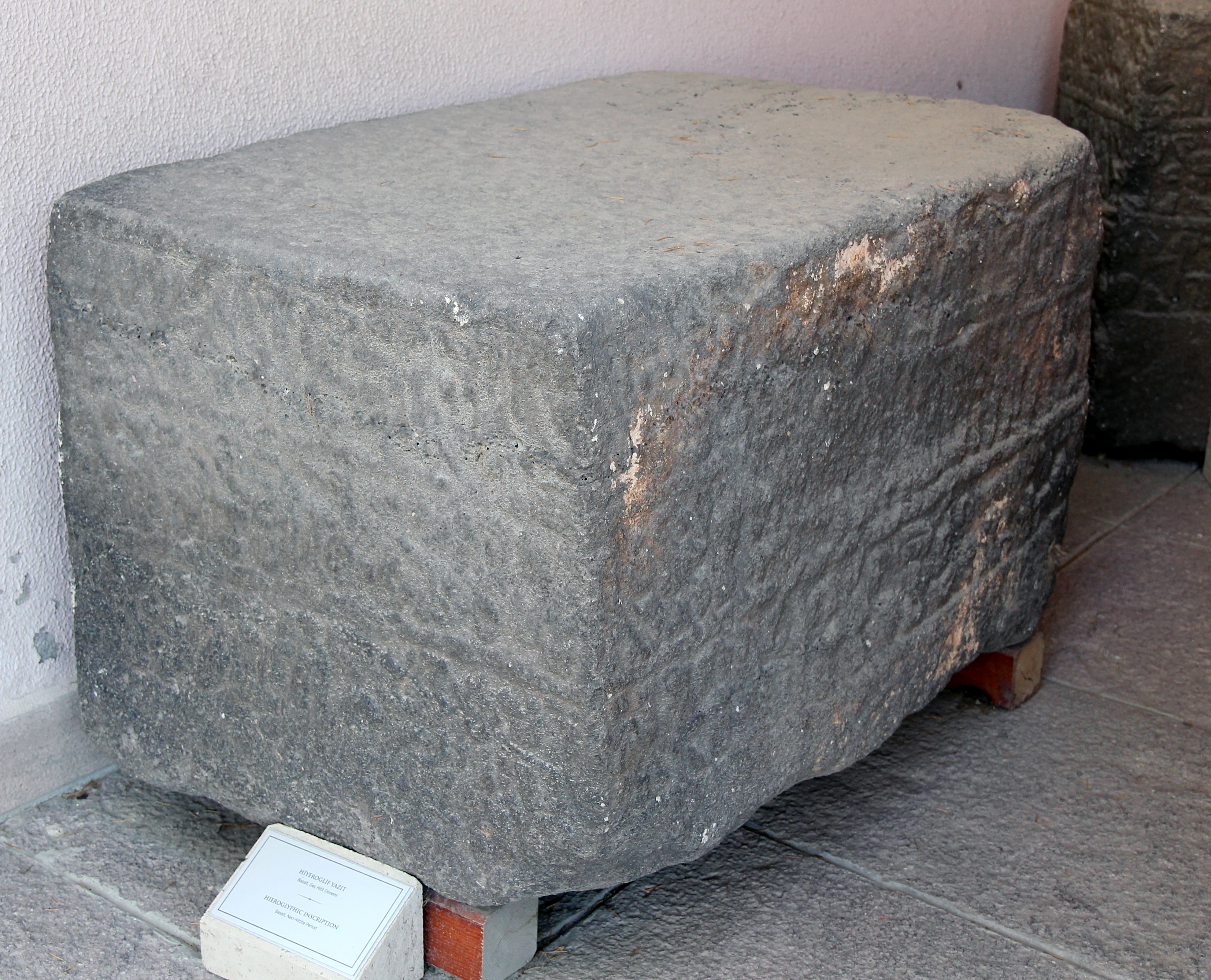
Block IV Seiten D und C